# 鼎島線
鼎島線（朝鲜语：／ Chŏngdo sŏn */?）是朝鮮民主主義人民共和國的一條鐵道線路，站點為黄海南道的王神站到鼎岛站。

## 路线概况
- 距离：0.7km
- 车站数：2
- 轨距：1435mm
- 电气化区间：直流3kV
- 复线区间：无